# Інгулов Сергій Борисович
Сергій Борисович Інгулов (Рейзер) (1893, місто Миколаїв Херсонської губернії, тепер Миколаївської області — розстріляний 3 вересня 1938, місто Москва, тепер Російська Федерація) — радянський партійний діяч, журналіст, секретар Одеського губернського комітету КП(б)У, завідувач відділу агітації та пропаганди ЦК КП(б) України, відповідальний редактор «Учительской газеты».

## Життєпис
Народився в родині єврейського візника Бориса Рейзера. Чотири роки навчався у міському училищі, з 1906 по 1908 рік був учнем ремісничого училища міста Миколаєва.
З 1906 року брав участь у революційному русі, у 1907 році був заарештований в місті Миколаєві за розповсюдження нелегальної літератури. Член РСДРП з 1908 по 1912 рік. 
У 1908—1910 роках навчався в реальному училищі. Закінчив 6 класів реального училища екстерном.
У 1909—1912 роках — друкар, коректор друкарні Губермана в місті Миколаєві. У 1911 році був заарештований в місті Херсоні за участь у першотравневому страйку, але незабаром звільнений.
У 1912—1914 роках — коректор, журналіст друкарні «Юг» в місті Херсоні.
У 1914—1918 роках — у російській імператорській армії: служив рядовим стрілецького полку, закінчив школу прапорщиків, був молодшим офіцером (прапорщиком) полку. У 1917—1918 роках — секретар революційного комітету Особливої армії.
Член РКП(б) з січня 1918 року.
У 1918 році — член колегії комісаріату охорони здоров'я міста Воронежа. З 1918 по 1919 рік навчався в університеті Воронежа, закінчив перший курс. У 1918—1919 роках — завідувач відділу управління виконавчого комітету Воронезької міської ради.
У 1919 році перебував на підпільній роботі — очолював Миколаївський підпільний комітет КП(б) України, а потім був головою Одеського підпільного губернського комітету КП(б) України. Підпільне прізвисько «Інгулов» була взято на честь річки Інгул, в гирлі якої розташоване місто Миколаїв.
Взимку 1919 був начальником підпільного Одеського військово-революційного повстанського штабу, який готував повстання в місті напередодні заняття його Червоною армією.
У лютому 1920 року — член надзвичайної слідчої комісії Одеського губернського революційного комітету.
З 12 лютого по липень 1920 року — завідувач агітаційно-пропагандистського і воєнного відділів Одеського губернського комітету КП(б)У. У 1920—1921 роках — член редакційної колегії газети «Одесский коммунист». Тоді ж виявився його хист публіциста — нотатки, фейлетони, статті Інгулова друкувалися у багатьох одеських газетах.
З 13 липня по 10 листопада 1920 року — секретар Одеського губернського комітету КП(б)У.
У листопаді 1920 — січні 1921 року — завідувач організаційного відділу Одеського губернського комітету КП(б)У.
З січня 1921 року — відповідальний редактор органу ЦК КП(б) газети «Коммунист», заступник завідувача відділу агітації та пропаганди ЦК КП(б) України.
У 1921 році (до 25 грудня) — завідувач відділу агітації та пропаганди ЦК КП(б) України.
У 1922—1924 роках — завідувач відділу агітації Головполітпросвіти Народного комісаріату освіти Російської РФСР.
У 1924 році створив і до 1929 року був відповідальним редактором «Учительской газеты» (у 1929 році перейменованої в газету «За коммунистическое просвещение»). Член редакції журналу «Красная новь» (у 1928—1929 роках), член редакції журналу «На посту», член колегії видавництва «Работник просвещения».
29 січня — 10 лютого 1926 року — завідувач газетного підвідділу відділу друку ЦК ВКП(б). У 1926—1927 роках — завідувач Бюро преси (Пресбюро) агітаційно-пропагандистський відділ ЦК ВКП(б). 
18 травня 1928 — січень 1930 року — заступник завідувача відділу агітації, пропаганди та друку ЦК ВКП(б) — завідувач газетного сектору відділу.
У 1929—1930 роках — відповідальний редактор видавництва «Новый мир».
З 1930 по 1931 рік був завідувачем відділення ТАРС і кореспондентом газети «За коммунистическое просвещение» в Лондоні (Великобританія).
З 16 листопада 1931 по 1934 рік — член колегії Народного комісаріату постачання СРСР. У 1931 — 25 квітня 1935 року — відповідальний редактор газети За пищевую индустрию». Інгулов був автором агітаційних посібників та підручників з примітивного ленінізму — «Політграмота», «Політбесіди» тощо.
У квітні 1935 — листопаді (16 грудня) 1937 року — начальник Управління уповноваженого Ради народних комісарів РРФСР з охорони військових та державних таємниць у пресі (Головліту РРФСР).
17 грудня 1937 року заарештований органами НКВС. 3 вересня 1938 року засуджений до вищої міри покарання, того ж дня розстріляний. Місце поховання — спецоб'єкт НКВС «Комунарка» біля Москви.
Посмертно реабілітований 14 березня 1956 року.